# Cârțișoara
Cârțișoara é uma comuna romena localizada no distrito de Sibiu, na região histórica da Transilvânia. A comuna possui uma área de 85.70 km² e sua população era de 1201 habitantes segundo o censo de 2007.